# Microrégion de Catolé do Rocha
La microrégion de Catolé do Rocha est l'une des huit microrégions qui subdivisent le sertão de l'État de la Paraíba au Brésil.
Elle comporte 11 municipalités qui regroupaient 108 186 habitants en 2006 pour une superficie totale de 3 038 km².

## Municipalités[1]
- Belém do Brejo do Cruz
- Bom Sucesso
- Brejo do Cruz
- Brejo dos Santos
- Catolé do Rocha
- Jericó
- Lagoa
- Mato Grosso
- Riacho dos Cavalos
- São Bento
- São José do Brejo do Cruz